# Esther Earl
Esther Grace Earl (Beverly, 3 de agosto de 1994-Boston, 25 de agosto de 2010) fue una autora estadounidense, vloguera de Internet, personalidad en línea y Nerdfighter, así como activista de Harry Potter Alliance. Antes de su muerte por cáncer en 2010, Earl se hizo amiga del autor John Green, quien le atribuyó la inspiración para completar su exitosa novela de 2012 Bajo la misma estrella. En 2014, los escritos de Earl se compilaron con su biografía This Star Won't Go Out, que apareció en la lista de libros más vendidos del New York Times para libros para adultos jóvenes. Earl ha sido citada como una activista influyente, y su familia y sus seguidores en línea continúan celebrando eventos de caridad y recaudación de fondos en su memoria.

## Infancia y activismo
Earl nació en Beverly, Massachusetts, de Wayne y Lori (de soltera Krake) Earl, una de cinco hermanos. Los Earls, a quienes The Boston Globe caracteriza como "vagabundos autodenominados", se mudaron entre Arabia Saudita, Massachusetts y Francia. Mientras estaba en Massachusetts, residió en Medway antes de mudarse con su familia a North Quincy y asistir a North Quincy High School.
En 2007, Earl conoció a John Green y, según afirma Margaret Talbot de The New Yorker, «fue una de las primeras nerdfighters». Inicialmente, los dos mantuvieron una amistad en línea, que creció a partir de su autoidentificación como una nerdfighter, una miembro de Nerdfighteria, la comunidad en línea de fanes de Vlogbrothers. Earl desarrolló su amistad con Green al conocerlo en LeakyCon 2009, una conferencia de Harry Potter. Después de la conferencia, continuó en la comunidad Nerdfighter, incluida su participación en Harry Potter Alliance (HPA) y su obtención de una subvención de 250 000 dólares, después de que Green animara a los votantes a votar "con Esther" por la HPA.
Earl construyó una presencia en línea en plataformas como Twitter, Tumblr y YouTube.

## Cáncer y fallecimiento
A la edad de 12 años en noviembre de 2006, en Marsella, Earl fue diagnosticada con cáncer de tiroides papilar metastatizado. El siguiente Día de Acción de Gracias en 2007, sus padres buscaron una segunda opinión en el Boston Children's Hospital. Los médicos de Earl le informaron a ella y a sus padres que su cáncer era terminal.
Continuó sus actividades de la comunidad en línea hasta su muerte debido a un cáncer de tiroides el 25 de agosto de 2010. John Green, entristecido por la muerte de Earl, dedicó un elogio en formato de vlog titulado Rest in Awesome, Esther. Los videos de Earl en YouTube permanecieron disponibles para su transmisión luego de su muerte.

## Legado
Después de su muerte, Earl inspiró comunidades en las que participó, como Nerdfighteria y Harry Potter Alliance. Ella inspiró dos libros, "Esther Day", así como la fundación de una organización sin fines de lucro. En 2014, después del lanzamiento de la adaptación cinematográfica de Bajo la misma estrella y la novela de Esther, los padres de Esther hablaron en Wallace State Community College, así como en el Dana-Farber Cancer Institute sobre el legado que dejó Esther. En 2015, Alba, un restaurante de Quincy, celebró una gala de verano para recaudar fondos en su honor.

### Esther Day
Poco antes de su muerte, Green subió I Love Hank: Esther Day 2010. El video fue subido en celebración del «Día de Esther», un día en el que Earl dijo que quería que tratara sobre "familia y amor". El Día de Esther se celebra anualmente el 3 de agosto, coincidiendo con el cumpleaños de Esther. Green ha declarado que Earl fue quien sugirió "la idea de celebrar a los amigos, la familia y el amor", específicamente, "los tipos de amor que con demasiada frecuencia se pasan por alto en nuestra cultura: el amor entre amigos y familiares". En 2014, las librerías de los Estados Unidos celebraron el Día de Esther. Además, Green ha llamado el Día de Esther, "la fiesta más importante de Nerdfighteria".
Esther significa "estrella" y sus amigas imprimieron un brazalete que decía: Esta estrella no se apagará y no se apagará. No lo dejaremos.

### This Star Won't Go Out
Después de su muerte, los padres de Earl, Wayne y Lori fundaron This Star Won't Go Out, una organización sin fines de lucro que ayuda a las familias que tienen hijos con cáncer. Para ayudar a la organización, los VlogBrothers donan las ganancias de la mercancía TSWGO que se vende en DFTBA.com.
La biografía de Earl, escrita en coautoría por sus padres, se publicó póstumamente con el título This Star Won't Go Out: la vida y las palabras de Esther Grace Earl. Green escribió la introducción. El libro se inspiró en una promesa entre Earl y su padre: quien sobreviviera al otro escribiría sobre el otro. El libro incluye una colección de sus diarios y dibujos.

### Bajo la misma estrella
Esther Earl inspiró al personaje Hazel Grace Lancaster en la novela de Green de 2012, Bajo la misma estrella, así como en su adaptación cinematográfica de 2014. Shailene Woodley interpretó a Lancaster en la adaptación cinematográfica de la novela. Aunque Earl inspiró la novela y el personaje de Hazel Grace, la novela no pretende ser biográfica. Green dedicó la novela a Esther, pero también encontró inspiración a través de otros, incluidos su hijo y su esposa, así como su experiencia como capellán de un hospital infantil. Green escribió en su blog de Tumblr: «No quiero que la gente confunda a Esther con Hazel (son muy diferentes), y es extremadamente importante para mí que no pretendo estar contando la historia de Esther».